# Asuka Terada
Asuka Terada (jap. 寺田 明日香, Terada Asuka; * 14. Januar 1990 in Sapporo) ist eine japanische Hürdenläuferin, die sich auf die 100-Meter-Distanz spezialisiert hat.

## Sportliche Laufbahn
Erste internationale Erfahrungen sammelte Asuka Terada 2008 bei den Juniorenweltmeisterschaften in Bydgoszcz, bei denen sie im 100-Meter-Lauf mit 12,53 s in der ersten Runde ausschied und im Hürdensprint bis in das Halbfinale gelangte, in dem sie mit 13,85 s ausschied. Im Jahr darauf qualifizierte sie sich für die Weltmeisterschaften in Berlin und schied dort mit 13,41 s in der ersten Runde aus. Anschließend gewann sie bei den Asienmeisterschaften in Guangzhou in 13,20 s die Silbermedaille hinter der Chinesin Sun Yawei. Sie kam auch in der 4-mal-100-Meter-Staffel im Vorlauf zum Einsatz und trug damit zum Gewinn der Goldmedaille Japans bei. Im Jahr darauf gelangte sie bei den Asienspielen ebendort bis in das Finale und belegte dort in 13,29 s den fünften Platz. Zudem kam sie in der Staffel im Vorlauf zum Einsatz und erhielt daher auch eine Bronzemedaille, die Japan hinter den Mannschaften aus Thailand und China gewann. Bis 2013 bestritt Terada Wettkämpfe auf nationaler Ebene, beendete daraufhin aber ihre Karriere wegen zahlreicher Verletzungen.
Nach ihrer Heirat und der Geburt ihres Kindes kehrte sie 2019 zur Leichtathletik zurück und verbesserte im September den Landesrekord im Hürdensprint auf 12,97 s, womit sie sich erneut für die Weltmeisterschaften in Doha qualifizieren konnte, bei denen sie mit 13,20 s im Vorlauf ausschied. 2021 verbesserte sie den japanischen Rekord erneut auf zunächst 12,96 s beim Mikio Oda Memorial Athletics Meet und siegte anschließend in 12,99 s bei Ready Steady Tokyo - Athletics, ehe sie dann beim Michitaka Kinami Memorial Meet den Landesrekord auf 12,87 s steigerte. Damit qualifizierte sie sich über die Weltrangliste für die Olympischen Sommerspiele in Tokio, bei denen sie mit 13,06 s im Halbfinale ausschied. 2023 siegte sie in 12,86 s beim Michitaka Kinami Memorial Athletics Meet sowie anschließend in 12,86 s beim Seiko Golden Grand Prix. Im Juli gewann sie bei den Asienmeisterschaften in Bangkok in 13,13 s die Silbermedaille hinter der Inderin Jyothi Yarraji und anschließend schied sie bei den Weltmeisterschaften in Budapest mit 13,15 s in der ersten Runde aus. Im Jahr darauf gewann sie bei den Hallenasienmeisterschaften in Teheran in 8,21 s die Silbermedaille über 60 m Hürden hinter der Inderin Jyothi Yarraji.
In den Jahren von 2008 bis 2010 sowie 2021 und 2023 wurde Terada japanische Meisterin im 100-Meter-Hürdenlauf. Sie absolvierte ein Studium an der renommierten Waseda-Universität in Shinjuku.

## Persönliche Bestleistungen
- 100 m Hürden: 12,86 s (+0,7 m/s), 7. Mai 2023 in Osaka
  - 60 m Hürden (Halle): 8,14 s, 1. Februar 2020 in Osaka